# Штейнхойзер, Карл

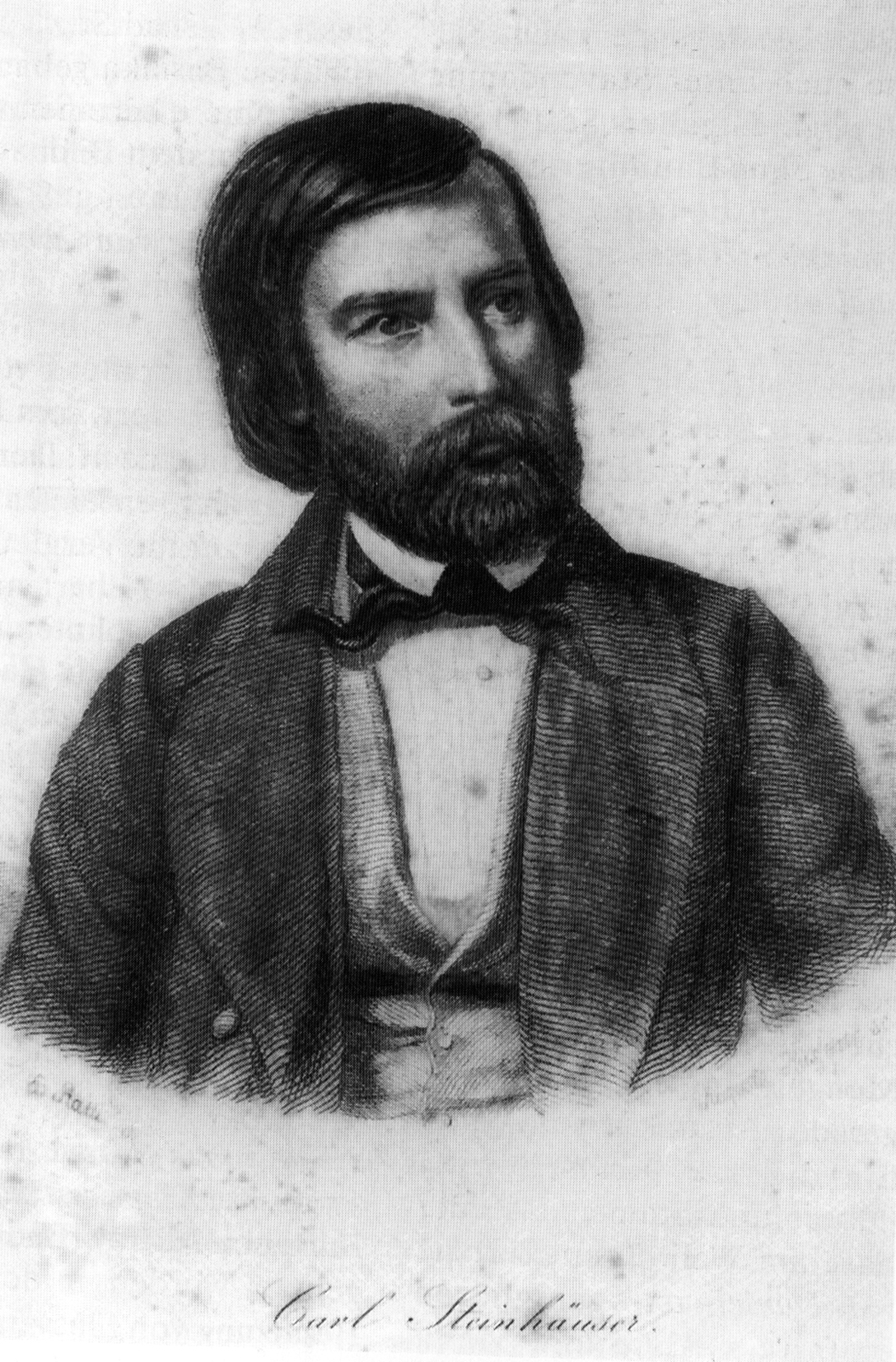

Карл Иоганн Штейнхойзер (нем. Carl Johann Steinhäuser, род. 3 июля 1813 г. Бремен — ум. 9 декабря 1879 г. Карлсруэ) — немецкий скульптор, представитель классицизма.

## Жизнь и творчество
К.Штейнхойзер родился в семье скульптора и резчика по дереву, выходца из Южной Германии. Изучал живопись сперва у художника и графика Стефана Мессерера, затем продолжил своё образование в Берлинской академии художеств. В Академии, под влиянием Х. Д. Рауха, увлёкся скульптурой. В 1835 году Карл, вместе со своим братом-художником Вильгельмом, уезжает в Рим, где долгое время живёт и работает. В 1863 году он становится профессором Школы искусств в Карлсруэ.
К.Штейнхойзер является автором многих замечательных мраморных статуй, выполненных в традициях классической школы. В Бремене он создаёт памятники Генриху Ольберсу и Иоганну Шмидту, так называемую Штейнхойзерову вазу; в Веймаре — скульптуру Гёте и Психея, и др.